# Babe Wagner
Ellsworth „Babe“ Wagner (* 1913 oder 1914 in New Ulm (Minnesota); † 1949) war ein amerikanischer Jazzposaunist und später Leader einer Polkaband, mit der er in den späten 1940er-Jahren im Mittleren Westen tourte.

## Leben und Wirken
Wagner stammte aus einer deutschstämmigen Musikfamilie; zunächst lernte er Piano, Geige, dann Saxophon, Schlagzeug und schließlich Posaune.  Mit 15 Jahren spielte er in der Whoopee John Band, tourte dann mit verschiedenen Tanzorchestern bis Chicago, wo 1939 erste Aufnahmen entstanden. In den folgenden Jahren war er Mitglied des Orchesters von Gene Krupa, mit dem er auf zahlreiche Tourneen ging, in Filmen wie The Call of the Canyon (1941, mit Irene Daye) auftrat und zwischen 1940 und 1943 an 70 Aufnahmesessions beteiligt war.
Nach seinem Ausstieg bei Krupa spielte er in der Band von Harry Blons (Harry Raymond Yblonski) in St. Paul (der auch Doc Evans angehörte); nach seiner Rückkehr nach New Ulm 1946 gründete er seine eigene Old-Time- und Polka-Band, die Minnesota Dutchmen, in der auch seine Brüder Virgil und Deward spielten. Bei Columbia erschienen 1947/48 mehrere 78er-Platten wie Doghouse Polka, Bummel Petrus, Dutch Festival, Oneta Polka/New Ulm Waltz  bzw. Lights Out Waltz/Upside Down Polka. Bands wie Six Fat Dutchmen, Fezz Fritsche und Babe Wagners Dutchmen machten New Ulm zu einer „Music City of the North“.  Wagner starb 1949 im Alter von 35 Jahren an den Folgen eines Verkehrsunfalls. Seine Band, The Babe Wagner Band wurde nach seinem Tod bis in die frühen 1960er-Jahre weitergeführt.